# Call of Duty: Modern Warfare 3
Call of Duty Modern Warfare 3 (укр. «Поклик Обов'язку: Сучасна війна 3», «Службовий обов'язок: Сучасна війна 3») — мультиплатформерна відеогра в жанрі тривимірного шутера від першої особи, сиквел попередньої гри із підсерії Modern Warfare — Call of Duty: Modern Warfare 2. Остання, заключна частина підсерії Modern Warfare і восьма гра в серії серії Call of Duty. Розроблена компанією Infinity Ward при допомозі студії Raven Software, видавцем гри виступила Activision. Розробкою версії гри для Nintendo DS займалась студія n-Space, версії для Wii — Treyarch. Гра поступила в продаж 8 листопада 2011 року а на всіх платформах. Третій рік підряд гра серії Call of Duty встановлює світовий рекорд продажів у сфері розваг: за 24 години було продано більше 9.3 млн копій гри..
Гра отримала дуже позитивні відгуки критиків. Загальний рейтинг гри на сайті Metacritic склав 95 зі 100 можливих.
Як відомо, над третьою частиною Modern Warfare працювало відразу п'ять студій. У першу чергу, варто відзначити Infinity Ward, котра очолювала весь процес розробки. Версії гри для Wii та Nintendo DS створювали, відповідно, Treyarch і n-Space. Хлопці з Raven Software продовжують «чаклувати» над майбутнім завантажуваним контентом. Sledgehammer Games — згідно зі словами містера Котіка, ця компанія зробила найвагоміший внесок у написання сценарію.

## Сюжет
Дія гри продовжує розпочату в Modern Warfare 2 російсько-американську війну — фактично, події Modern Warfare 3 починаються через кілька годин після завершення другої частини гри. За сюжетом Збройні сили РФ продовжують вторгнення в США, поступово у війну втягується й Європа.
Сюжет починається з того, що вже пораненого в сутичці з Шепардом МакТавіша доставляють на базу ОТГ-141 в Індії. Прайсу вдається знайти лікаря та врятувати Соупа. Також Прайс знайомиться з колишнім спецназівцем Юрієм, який стане новим членом ОТГ-141 та протагоністом гри.

### Акт I
Тим часом починається другий виток російсько-американської війни. Російська ескадра висадила в Нью-Йорку десант. Дії американської авіації паралізовані встановленим на даху Нью-Йоркської фондової біржі генератором перешкод. Знищення генератора доручається загону спецназу «Дельта» з позивним «Метал», до складу якого входить штаб-сержант Дерек Вестбрук на прізвисько «Фрост». Знищивши генератор перешкод, група приєднується до загону NAVY SEALs і бере участь в операції по захопленню штабного корабля російського флоту — підводного човна класу Oscar-II (на рубанні — набране латиницею назву «OLGA»). Змусивши човен аварійно спливти за допомогою встановлених на нього мін, Фрост і його командир, майстер-сержант Сендман захоплюють човен, вбивають поступово весь екіпаж та запускають ракети по наведеним російським кораблям. Після пуску ракет сідають на гумові моторні човни і слідують до гелікоптера, котрий прибув на евакуацію. Атака на Нью-Йорк відбита, американські сили починають контратакувати.
У цей час в Індії база ОТГ-141 піддається масованій атаці бойовиків Макарова, який вирішив все ж позбутися Соупа і Прайса. Капітан Прайс наказує Юрію захищати Соупа до зони евакуації, а потім доручає йому розчистити шлях до рятувального гелікоптеру за допомогою дистанційно керованого бойового робота. Перебивши атакуючих, герої тікають, не забувши прихопити з собою Юрія, як цінного помічника.
З огляду на те, що війна між Росією і США затягнулася, а обидві сторони почали розуміти, що вона, власне, не потрібна обом країнам, уряди РФ і США планують провести в Гамбурзі конференцію з метою укладення мирного договору. Президент Росії Борис Воршевський направляється на переговори. Однак під час польоту президентський Іл-96 піддається атаці прониклих на нього бойовиків Макарова. Літак здійснює аварійну посадку. Президент, що знаходився на борту, його дочка Альона та деякі охоронці виживають, але на місці аварії їх чекає засідка. На рятувальному гелікоптері за Воршевским прилітає Макаров власною персоною. Застреливши уцілілих охоронців разом зі своїми людьми, він вимагає від Воршевського передати йому коди запуску ядерних ракет. Макаров заявляє, що заради того, щоб Росія захопила всю Європу, він готовий перетворити її в радіоактивну пустелю. Коли Воршевський відмовляється, Макаров вимагає знайти його дочку, щоб натиснути на президента. Однак її вже встигли евакуювати до Берліна.
Тим часом Прайс дізнається, що Макаров переправляє через Сьєрра-Леоне якийсь вантаж, який потім повинен відправитися в Лондон через Марокко та Іспанію. Захопивши базу місцевих ополченців, які співпрацюють з Макаровим, вони, тим не менш, втрачають вантаж, так і не дізнавшись, що в ньому було.
У цей час вантаж доставляють до Лондона. МІ-6 відстежує партію та направляє на перехоплення вантажу загін SAS із міста Херефорд. Під час бою в лондонських доках SAS вдається перебити більшість терористів, а потім знищити залишики які намагалися прорватися до Вестмінстера по тунелях метро. Потім сержант Уолкрофт та сержант Маркус Бернс перехоплюють і самі вантажівки з загадковим вантажем. Однак при цьому чотири вантажівки вибухають, розпорошивши в Лондоні високотоксичний газ. Газові атаки повторюються по декількох столицях європейських держав.

### Акт II
Під час безпрецедентного теракту гинуть більше кількох мільйонів цивільних, однак його справжньою метою була підготовка до масованого вторгнення російських військ до Західної Європи. Загін «Метал» у складі американського десанту вилітає у захоплений російською армією Гамбург з метою евакуації американського віце-президента.
Прайс зв'язується зі своїм колишнім командиром Макмілланом, з яким він брав участь у спробі ліквідації Імрана Захаєва в 1996 в Прип'яті, і який після важкого поранення ноги, перейшов на кабінетну роботу. МакМіллан направляє капітана Прайса і його загін в Сомалі, де сам Прайс, Соуп і Юрій захоплюють місцевого польового командира Варабе, що брав участь у перевезенні вантажу в Лондон. У Варабе вони дізнаються ім'я ключового постачальника Макарова — торговця зброєю на прізвисько «Волк», який останнім часом знаходиться в Парижі.
В операції по захопленню Вовка бере участь команда «Метал». Спільно з французьким спецназом GIGN вони захоплюють «Волка» і під час запеклого бою з російською армією доставляють його в точку евакуації. Їм надає допомогу літак вогневої підтримки AC-130. Однак в точці евакуації спецназ «Дельти» і GIGN блокується великими силами російської армії з бронетехнікою. Американці викликають вогонь на себе, при цьому руйнується Ейфелева вежа.
Прайс, Джон «Соуп» МакТавіш і Юрій направляються до Праги, оскільки, за словами Волка, там в найближчому майбутньому мають відбутися збори російського командування, в тому числі і Макарова. У Празі вони об'єднуються з місцевими повстанцями, якими командує сержант Комаров — другорядний персонаж Call of Duty 4: Modern Warfare. МакТавіш і Юрій влаштовують засідку на Макарова, проте це є частиною власного плану терориста. Макаров захоплює Комарова і, щоб зловити Прайса, мінує кімнату з ним, попередньо випитати всі потрібні йому відомості. Соуп і Юрій змушені терміново втікати зі снайперською позиції, яка теж виявляється замінованою, при цьому Соуп невдало падає з дзвіниці та отримує серйозні осколкові поранення у живіт. Разом з Прайсом Юрію вдається доставити його на базу опору, де Соуп повідомляє капітану Прайсу, що Макаров знає Юрія. Після цих слів МакТавіш вмирає від отриманих ран. Прайс оглушає Юрія і змушує того все розповісти.
Зима 1996 року. Юрій сидить в машині з Макаровим. Тоді вони були найближчими друзями. В машину застрибує Захаєв, зажимаючи рану на місці відстріленої тоді ще лейтенантом Прайсом лівої руки (після пострілу прайса в місії «Вбити одним пострілом» з Call of Duty 4: Modern Warfare) УАЗ поспішно покидає місце події.
23 червня 2011 року. Макаров показує Юрію вибух ядерної бомби в столиці на Близькому Сході, через який загинув протагоніст з першої гри підсерії сержант Пол Джексон і ще 30 000 морпіхів.
12 серпня 2016 року. Юрій відмовляється допомагати Макарову в теракті в московському аеропорту і розстрілювати мирних громадян і намагається видати Макарова ФСБ. Але Макаров все знає і серйозно ранить Юрія. Юрій повзе до ліфта і піднімається на ньому в термінал. Взявши пістолет у мертвого поліцейського, Юрій намагається застрелити Макарова, але падає, знесилений від рани. Трохи пізніше Юрія знаходить лікар і рятує його.

### Акт III
Все ще борючись з неприязню до Юрія, Прайс разом з ним відправляються на штурм бази Макарова в старовинному замку в чеських горах. Самого Макарова там не було, проте Прайсу вдалося дізнатися, що Макаров встановив місцезнаходження дочки президента Росії Олени Воршевскої — вона ховається в Берліні. На її порятунок відправляється загін «Метал». Під час важкого бою з російською армією та бойовиками Макарова дельтівцам вдається дістатися до притулку Альони, проте бойовики Макарова відвозять її, випередивши американців.
Тепер у Макарова з'явилося надійний засіб тиску на президента, однак американцям вдається встановити, що і Воршевского, і його дочка утримують на алмазній копальні в Сибіру. Дельта та залишки ОТГ-141 відправляються туди. Їм вдається звільнити спочатку Альону, а потім і самого президента, за ними прилітає Ніколай, але перед цим Юрія оглушають, і Прайсу доводиться відтягувати його до гелікоптеру. У цей час Сендман, Трак і Грінч жертвують собою, рятуючи інших, і залишаються похованими під завалом.
Воршевський та президент США підписують мирний договір, який поклав край війні. Вся оперативно-тактична група-141 реабілітована, більшість — посмертно.
Війна закінчена, але Макаров залишився живий. Прайс і Юрій відправляються за ним в готель «Oasis», в Дубаї. Одягнені в бронекостюми Джаггернаутів, вони швидко знешкоджують охоронців, озброєних лише легкою зброєю. Однак коли вони піднімаються на ліфті до вертолітному майданчику, прилітає пара MH-6 Little Bird, і відкривають вогонь по бійцях. Юрій починає стріляти по гелікоптеру та підбиває його, але вертоліт врізався в ліфт і зламав його. В результаті падіння гелікоптера, броньовані костюми стають непридатними. Тим не менш, вони добивають решту охоронців та біжать на вертолітний майданчик, звідки намагається втекти Макаров. Зненацька прилітає другий MH-6 і випускає ракети по ресторану. Прайс падає, але встигає схопитися за арматуру. Юрію ж пощастило менше — він налетів на іншу арматуру. Юрій каже Прайсу йти за Макаровим, і Прайс змушений залишити його. Капітан досягає вертолітного майданчика, з якої вже злітає MH-6 Макарова. В останній момент Прайс встигає зачепитися за шасі гелікоптера і, піднявшись в кабіну, викидає одного пілота, в потім вбиває ножем другого, однак той встигає вистрілити в приладову панель, і вертоліт падає на дах готелю. Прайс приходить до тями після удару об землю і, помітивши поруч пістолет Desert Eagle, повзе до нього. Через каркас гелікоптера виходить Макаров та бреде назустріч. Прайсу вдається дістатися до пістолета раніше, але Макаров легко відбирає пістолет і зі словами «Прощайте, капітан Прайс» направляє пістолет на нього. Капітана врятував Юрій, котрий з'явився зненацька. Пораненому, йому вдається з пістолету вистрілити в Макарова, який був у бронежилеті. У відповідь вогнем Макаров вбиває Юрія. Прайс, розлютившись, що Макаров вбив його товариша, кидається на нього та збиває з ніг. Далі Прайс, не припиняючи бити Макарова головою об скло яке тріскається з кожним ударом все більше та більше, затягує йому на шию трос і, нарешті, розбиває скло. Обидва падають вниз, трос ламає шию Макарову. Сам Прайс відлітає вбік, на балкон. Дивлячись на повішеного на тросі Макарова, він запалює та прикурює сигару, в той час як внизу лунають звуки сирен поліцейських машин. Подальша доля капітана Прайса невідома.

### Місії
| Назва                  | Головний герой                           | Дата                        | Місце                                     | Мета |
| ---------------------- | ---------------------------------------- | --------------------------- | ----------------------------------------- | --- |
| Акт I                  |                                          |                             |                                           | |
| Пролог                 | Джон «Соуп» МакТавіш                     | 17 серпня 2016 року         | Хімачал-Прадеш, Індія                     | Спостерігати за тим, що відбувається. |
| Чорний вівторок        | Дерек «Фрост» Вестбрук                   | 17 серпня 2016 року, 10:18  | Нью-Йорк, США                             | Знищити генератор перешкод на даху Фондової біржі, евакуюватися.                                                                                                  |
| Морські мисливці       | Дерек «Фрост» Вестбрук                   | 17 серпня 2016 року, 16:32  | Нью-Йорк, США                             | Проникнути на підводний човен супротивника, використати ракети підводного човна проти кораблів противника, евакуюватися.                                          |
| Персона нон грата      | Юрій                                     | 17 серпня 2016 року, 9:51   | Хімачал-Прадеш, Індія                     | Врятуватися від людей Макарова та захистити Соупа. |
| Турбулентність         | Андрій Харков                            | 3 жовтня 2016 року, 18:30   | Літак президента Росії Іл-96-300ПУ        | Захищати президента Росії і його дочку. |
| Знову у грі            | Юрій                                     | 5 жовтня 2016 року, 18:27   | Сьєрра-Леоне, Африка                      | Проникнути на фабрику, знайти Макарова і його вантаж. |
| Не притулятися         | Маркус Бернс; містер Робінсон            | 6 жовтня 2016 року, 4:11    | Лондон, Велика Британія                   | Маркус Бернс — Захопити підозрілий вантаж; містер Робінсон — Знімає сім'ю на відеокамеру.                                                                         |
| Акт II                 |                                          |                             |                                           | |
| Важлива персона        | Дерек «Фрост» Вестбрук                   | 6 жовтня 2016 року, 13:01   | Гамбург, Німеччина                        | Врятувати віце-президента США. |
| Повернуто відправнику  | Юрій                                     | 8 жовтня 2016 року, 09:30   | Босасо, Сомалі                            | Вийти на слід Макарова у Сомалі та знайти Варабе. |
| Особливо цінний вантаж | Дерек «Фрост» Вестбрук                   | 9 жовтня 2016 року, 14:10   | Париж, Франція                            | Знайти та захопити партнера Макарова на прізвисько Вовк. |
| Залізна леді           | Дерек «Фрост» Вестбрук ; Оператор AC-130 | 9 жовтня 2016 року, 17:42   | Париж, Франція                            | Дерек «Фрост» Вестбрук — супроводити партнера Макарова на прізвисько Вовк до точки евакуації; Оператор AC-130 — Надати вогневу підтримку спецпідрозділу «Дельта». |
| Око бурі               | Юрій                                     | 10 Жовтень 2016 року, 21:36 | Прага, Чехія                              | Дістатися до снайперської позиції в церкві. |
| Брати по крові         | Юрій                                     | 11 жовтня 2016 року, 08:17  | Прага, Чехія                              | Вбити Макарова. |
| Акт III                |                                          |                             |                                           | |
| Фортеця                | Юрій                                     | 12 Жовтень 2016 року, 22:48 | Середньовічний замок близько Праги, Чехія | Знайти Макарова. |
| Випалена земля         | Дерек «Фрост» Вестбрук                   | 13 жовтня 2016 року, 10:18  | - Берлін, Німеччина                       | Прикривати загін «Граніт». врятувати дочку президента Росії. |
| У кролячу нору         | Юрій                                     | 14 жовтня 2016 року, 11:18  | Алмазний кар'єр, Східна Сибір, Росія      | Звільнити президента Росії і його дочку. |
| Прах до праху          | Джон Прайс                               | 21 січня 2017 року, 22:14   | Дубай, Аравійський півострів              | Вбити Макарова. |

### Персонажі

#### Протагоністи
- Юрій (†) — головний герой гри. Російський найманець та колишній спецназівець. Вбитий Володимиром Макаровим.
- Штаб-Сержант Дерек «Фрост» Вестбрук — головний герой гри. Боєць спецназу Delta Force. Подальша доля невідома.
- Капітан Джон Прайс — головний герой гри. Британський військовий. Офіцер SAS, один з двох останніх членів ОТГ-141. Є протагоністом в місії «Прах до праху». Можливо, був виправданий та повернувся в SAS разом з Ніколаєм.
- Капітан Джон «Соуп» МакТавіш (†) — ключовий персонаж гри. Британський військовий. Колишній боєць SAS, і член ОТГ-141. Головний герой Call of Duty 4: Modern Warfare і один з ключових персонажів Call of Duty: Modern Warfare 2. Від особи Соупа ведеться пролог гри. Гине від втрати крові при невдалому замаху на Макарова.
- Сержант Маркус Бернс — спецагент SAS. Бере участь у битві за Лондон. У демо-версії Бернс був озвучений, але у фінальній версії все його діалоги були вирізані.
- Андрій Харков (†) — агент ФСО. З'являється у місії «Турбулентність». Вбитий Володимиром Макаровим, але виживає в спецопераціях, в місії «Захоплення заручника».
- Оператор AC-130U — оператор літака, допомагає загону Дельти у битві за Париж.
- Робінсон (†) — батько, знімав свою сім'ю на камеру. Загинув від нервово-паралітичного газу, можливо від вибуху вантажівки.

#### Антагоністи
- Володимир Макаров (†) — російський ультранаціоналіст, лідер міжнародної диверсійно-терористичної групи «Червоний спецназ». Головний антагоніст всієї частини. Розв'язав Третю світову війну. Повішений на вертолітному тросі капітаном Прайсом.
- Віктор «Вовк» Христенко (†) — пособник Володимира Макарова. Захоплені в полон.
- Варабе (†) — польовий командир в Босасо, Сомалі. Загинув від пострілу Прайса в місії «Повернуто відправнику».
- Капітан субмарини (†) — командир російського підводного човна. Гине від рук Фроста або Сендмана (залежить від дій гравця) в місії «Морські мисливці».
- Майор Петров — командир загону російської армії, доля невідома. Так само брав участь у подіях Call of Duty: Modern Warfare 2.
- Олексій (†) — російський ультранаціоналіст, охоронець Макарова. Зустрічається в місії «Фортеця». Можливо, загинув від вибуху гранати Прайса.

#### Другорядні персонажі
- Сендман (†) — боєць Delta Force. Командир загону «Метал». Бере участь у боях в Гамбурзі, Парижі, Берліні та Нью-Йорку. Загинув у місії «У кролячу нору», прикриваючи президента Росії Воршевского, капітана Прайса та оглушеного Юрія.
- Трак (†) — боєць Delta Force. Член загону «Метал». Загинув у місії «У кролячу нору», прикриваючи президента Росії, капітана Прайса та оглушеного Юрія.
- Грінч (†) — боєць Delta Force. Член загону «Метал». Загинув у місії «У кролячу нору», прикриваючи президента Росії, капітана Прайса та оглушеного Юрія.
- Ніколай (кодове ім'я) — російський інформатор британських спецслужб. Є пілотом загону Прайса і, судячи з місії «Прах до праху», хакером. Один з двох останніх членів ОТГ-141. Можливо, повернувся в SAS разом з Прайсом.
- Сержант Комаров (†) — повстанець. Зустрічається в Празі. Лоялістів з Call of Duty 4: Modern Warfare. Видав план замаху Макарову, загинув від вибуху в місії «Брати по крові» зі словами «Вибач, Прайс», прикручений до стільця в замінованому приміщенні.
- Командир Леонід Пудовкін (†) — капітан Федеральної Служби Охорони президента Росії Бориса Воршевського. Загинув від рук Макарова в місії «Турбулентність».
- Борис Воршевський — президент Росії.
- Альона Воршевська — дочка президента Росії.
- Сержант Антон Федоров (†) — агент ФСО. Охоронець президента Росії. Загинув, випавши з падаючого літака.
- Сейбр — командир загону спецпідрозділу GIGN.
- Сержант Уолкрофт — спецагент SAS. Брав участь у подіях Call of Duty 4: Modern Warfare.
- Капрал Гріффін (†) — спецагент SAS. Загинув у місії «Не притулятися». Брав участь у подіях Call of Duty 4: Modern Warfare.
- МакМіллан — наставник капітана Прайса. Зустрічається перед місією «Повернуто відправнику». Був знайомий з МакТавішом. Брав участь у подіях Call of Duty 4: Modern Warfare.

## Мережева гра
Не зазнала масштабних змін і мережева гра. Режим «Виживання» найбільш вдало можна описати словосполученням «інтерактивний тир». На частково перероблених із синглу локаціях доводиться банально розстрілювати ворогів. Терористи, собаки, згодом і гелікоптери підтягнуться. Куди цікавішими видалися спецоперації. Девелопери пропонують чимало різноманітних сценаріїв. Інколи навіть зустрічаються завдання, котрі вимагають від геймера вельми нестандартного підходу для їхнього вирішення.

## Мультиплеєр
Десятки нових нововведень (перків) ніяк не відбилися на загальній формулі мережевої гри. Також з'явилися два нових режими — Kill Confirmed і Team Defender. Про онлайн-сервіс Call of Duty Elite сказано вже чимало. Безумовно, ідея хороша, але спочатку розробникам варто було все добряче відшліфувати.